# Gmina Zembrzyce
Die Gmina Zembrzyce ist eine Landgemeinde im Powiat Suski der Woiwodschaft Kleinpolen in Polen. Ihr Sitz ist das gleichnamige Dorf.

## Geographie

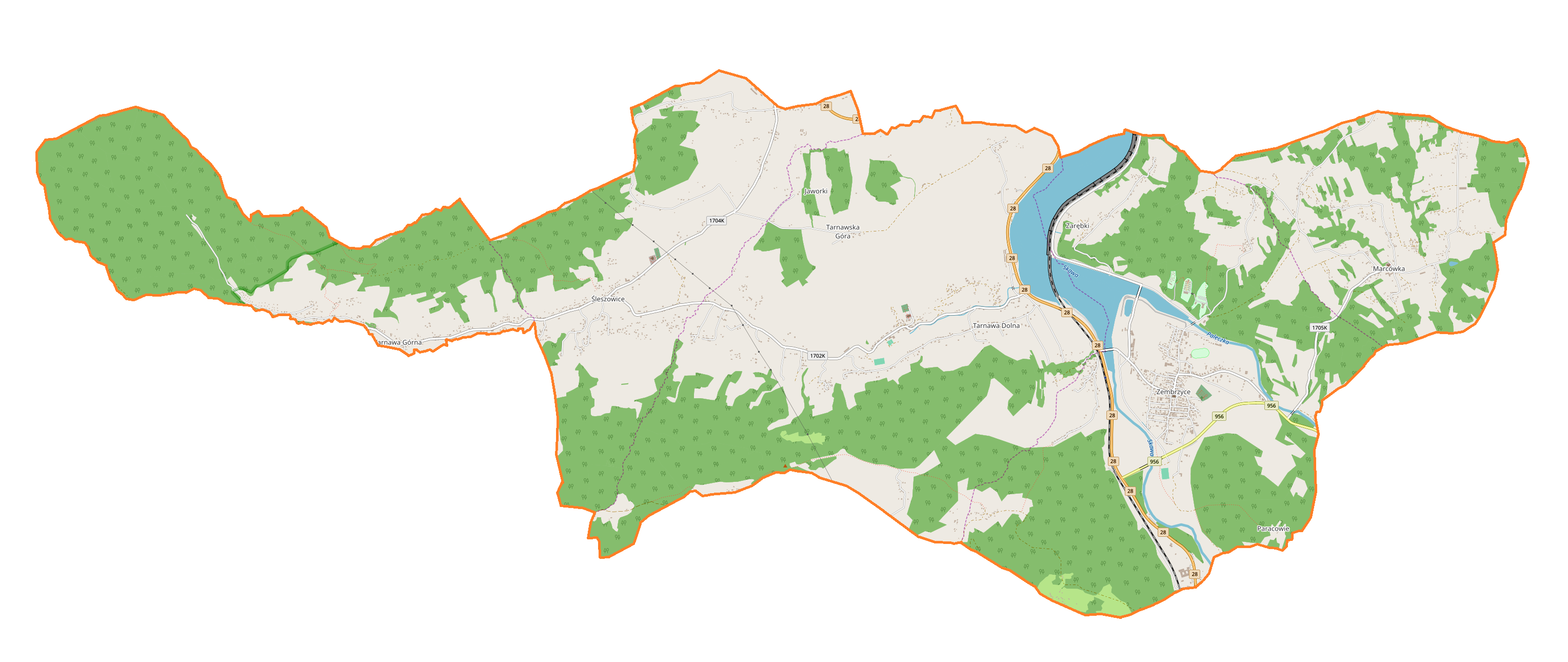
Karte der Gemeinde

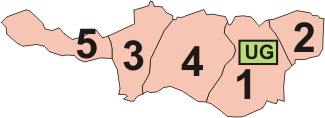
Schulzenämter der Gemeinde

Die Gemeinde liegt im Norden des Powiats, an der Grenze der Saybuscher Beskiden im Südwesten und der Mittelbeskiden (Beskid Makowski) im Osten. Zu den Gewässern gehören die Skawa und der Bach Paleczka, der in Zembrzyce in den Fluss mündet.

## Geschichte
Von 1975 bis 1998 gehörte die Landgemeinde zur Woiwodschaft Bielsko-Biała.

## Gliederung
Zur Landgemeinde (gmina wiejska) Zembrzyce gehören folgende fünf Dörfer mit einem Schulzenamt (sołectwo; in Klammern die Nummern, wie auf der zweiten Karte angegeben):
Marcówka (2), Śleszowice (3), Tarnawa Dolna (4), Tarnawa Górna (5) und Zembrzyce (1).

## Sehenswürdigkeiten
Keine der Sehenswürdigkeiten ist in der Denkmalliste der Woiwodschaft aufgeführt.

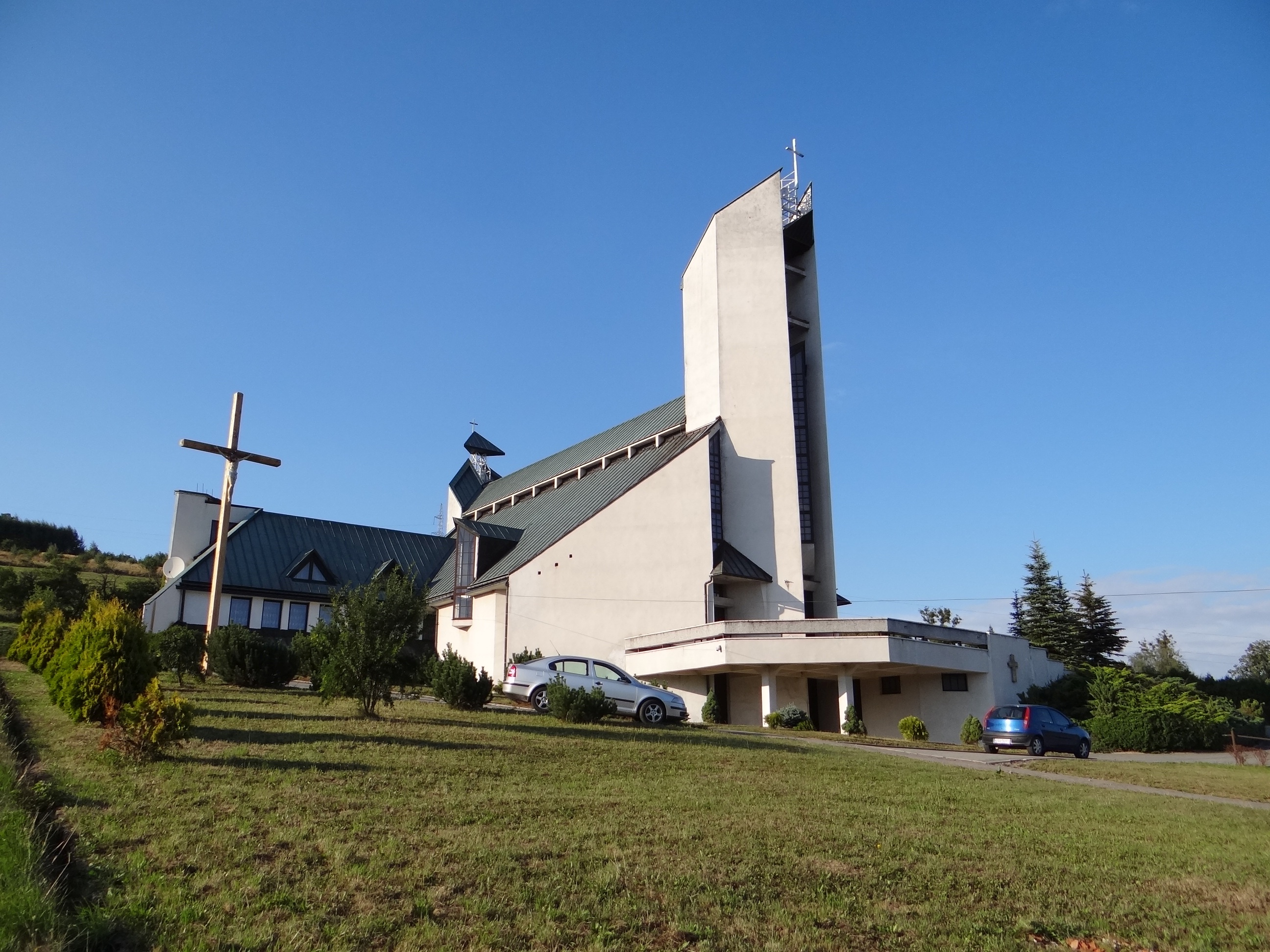
Moderne Kirche in Śleszowice
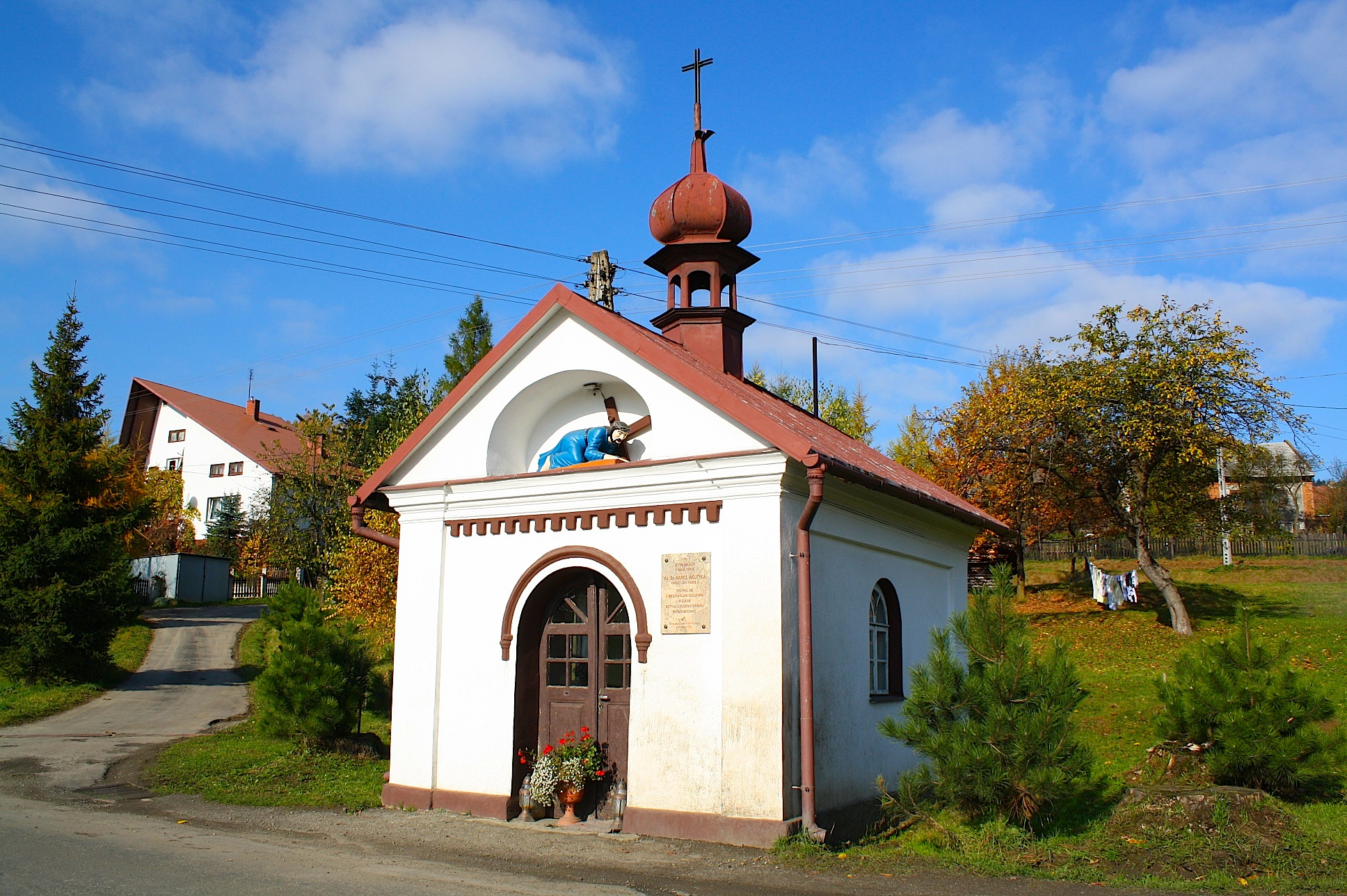
Kapelle in Śleszowice
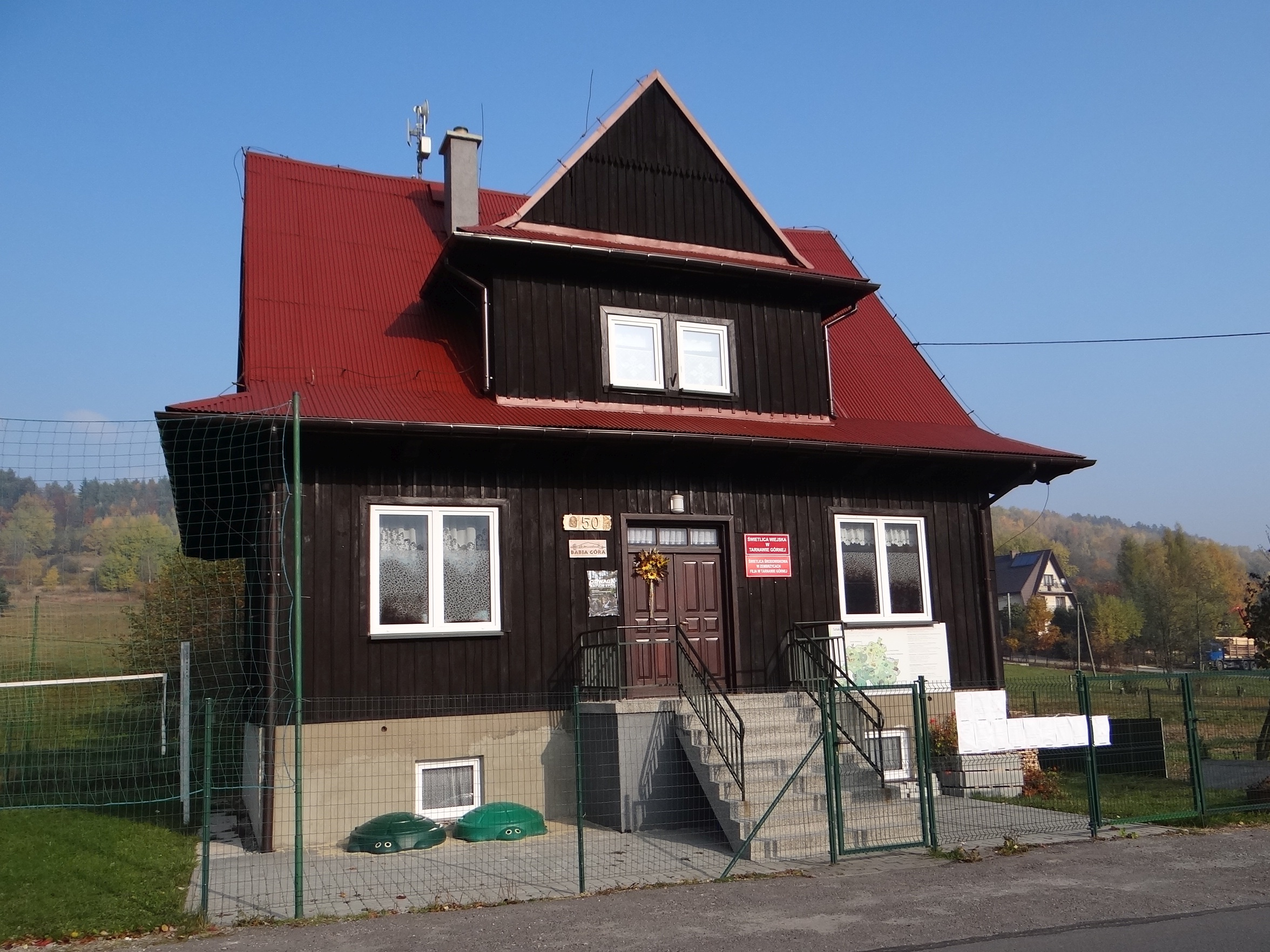
Gemeindehaus in Tarnawa Górna
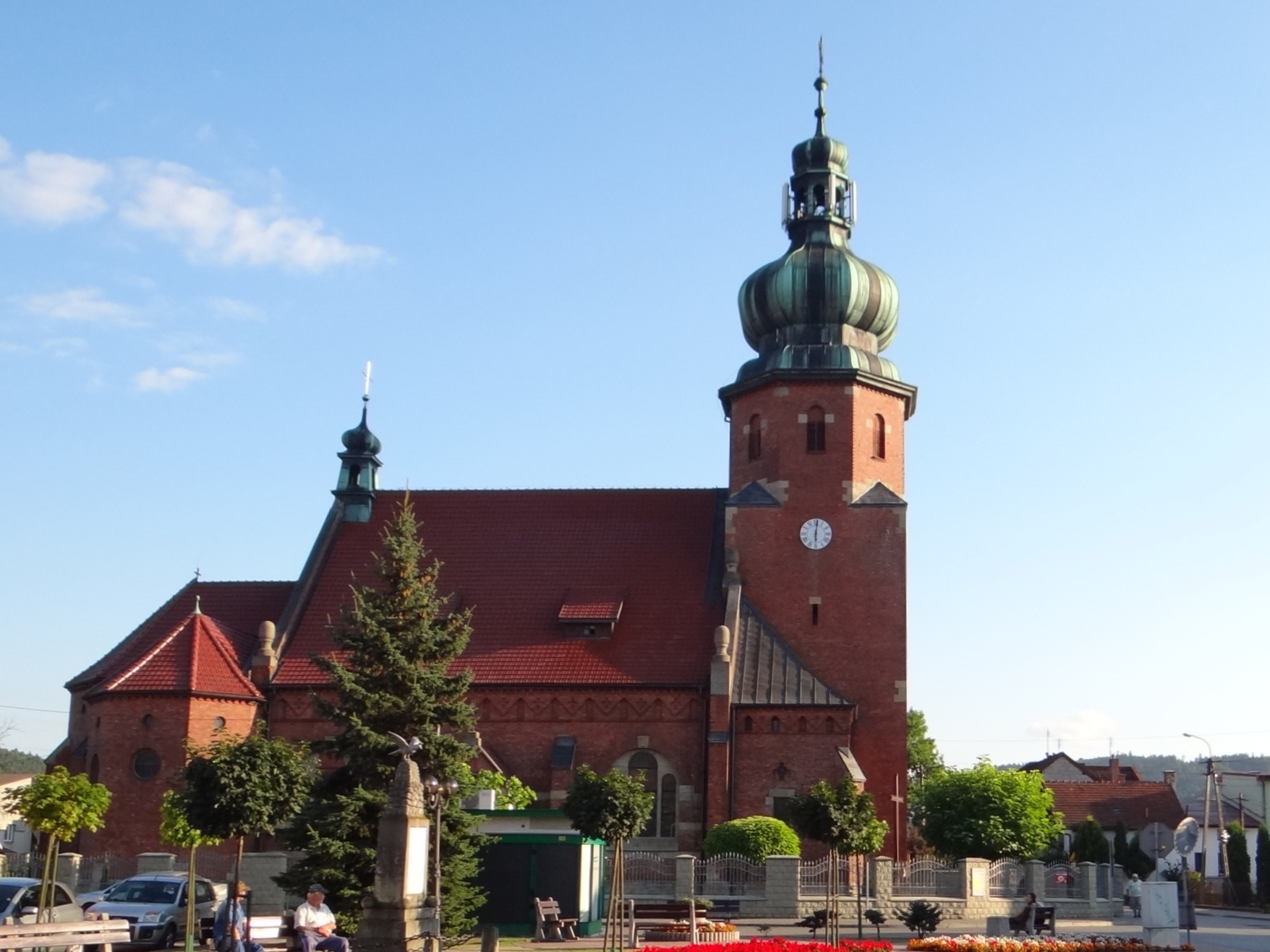
Pfarrkirche in Zembrzyce

## Verkehr
Durch die Gemeinde und ihren Hauptort verläuft die Staatsstraße DK 28, die Zator über Nowy Sącz mit Przemyśl verbindet.